# گیرنده یتیم
گیرنده یتیم (انگلیسی: Orphan receptor) در زیست‌شیمی، پروتئینی است که ساختار مشابه با گیرنده‌های شناخته‌شده دیگر دارد، اما هنوز لیگاند درون‌زادی برای آن یافت نشده‌است. اگر بعدها برای اینگونه گیرنده‌ها، لیگاندی یافت شود به آنها «یتیم پذیرش‌شده» یا «یتیم اتخاذشده» می‌گویند. لازم به یادآوری است که اصطلاح «لیگاند یتیم» نیز برای لیگاندی بکار می‌رود که هنوز گیرنده‌ای برایش کشف نشده‌است.
مثال‌هایی از گیرنده یتیم را می‌توان در میان اعضای خانوادهٔ گیرنده‌های جفت‌شونده با پروتئین جی و گیرنده‌های هسته‌ای یافت.